# Cristina Montserrat Hendrickse
Cristina Montserrat Hendrickse (1964) es una activista transgénero y feminista argentina, abogada y profesora de secundaria.

## Biografía
En su adolescencia cursó la secundaria en el Liceo Militar General San Martín (1977-1981).

El liceo era un lugar de formación viril, donde yo había entrado para 'curarme' de lo que me pasaba".

En 1982 ingresó en la Escuela Naval Militar, de donde egresó como teniente de reserva. Después estudió Derecho en la Universidad de Buenos Aires, terminando en 1993. En 1984 se casó con su primera mujer, y siete años más tarde tuvieron su primer bebé. Cuando se separó de su mujer fue a vivir a la Patagonia, donde conoció a su segunda esposa en 2005. En 2009 representó legalmente a la comunidad mapuche Mellao Morales que se oponía a la instalación de una mina de cobre en Campana Mahuida.
A partir de 2011 Cristina Montserrat Hendrickse inició su transición, ejerciendo de abogada y profesora de secundaria, que vive con su esposa y tres de sus hijas en Villa Urquiza, Buenos Aires. Anteriormente vivieron en Zapala, provincia de Neuquén. En 2017 obtuvo su nueva partida de nacimiento y su DNI. En 2019 fue candidata a jueza de familia en la provincia de Neuquén. Esto requirió modificar todos sus datos de registro del Ministerio de Defensa Argentina y del Ejército argentino, incluso los del Liceo militar. Así, se convirtió en la primera mujer trans candidata a jueza.
Forma parte del colectivo Travesti-trans que luchó por el cupo laboral en el sector público, y también de Iuris Trans Argentina, que facilita el acceso a la justicia de las personas trans.